# Aliabad-e Keshmar
Aliabad-e  Keshmar är en ort i Iran.   Den ligger i provinsen Khorasan, i den nordöstra delen av landet, 600 km öster om huvudstaden Teheran. Aliabad-e Keshmar ligger 1 030 meter över havet och antalet invånare är 633.
Terrängen runt Aliabad-e Keshmar är platt söderut, men norrut är den kuperad. Terrängen runt Aliabad-e Keshmar sluttar söderut.Runt Aliabad-e Keshmar är det ganska glesbefolkat, med 23 invånare per kvadratkilometer. Närmaste större samhälle är Kondor, 10,0 km sydost om Aliabad-e Keshmar. Trakten runt Aliabad-e Keshmar är ofruktbar med lite eller ingen växtlighet.